# Krapenburg
Die Krapenburg (auch Haus Krapenberg) ist ein Herrenhaus in den Hohen Bergen der Zitzschewiger Flur in der sächsischen Stadt Radebeul mit einem in der Einzellage Radebeuler Johannisberg gelegenen Weinberg, dem oberhalb gelegenen Krapenberg. Beide liegen innerhalb der Großlage Radebeuler Lößnitz und gehören zum Denkmalschutzgebiet Historische Weinberglandschaft Radebeul. Die Adresse ist Mittlere Bergstraße 44, an der Ecke zum nach dem Weinberg benannten Krapenbergweg. Weiter westlich an der Mittleren Bergstraße liegt mit der Hausnummer 44a das Winzerhaus des Krapenbergs.

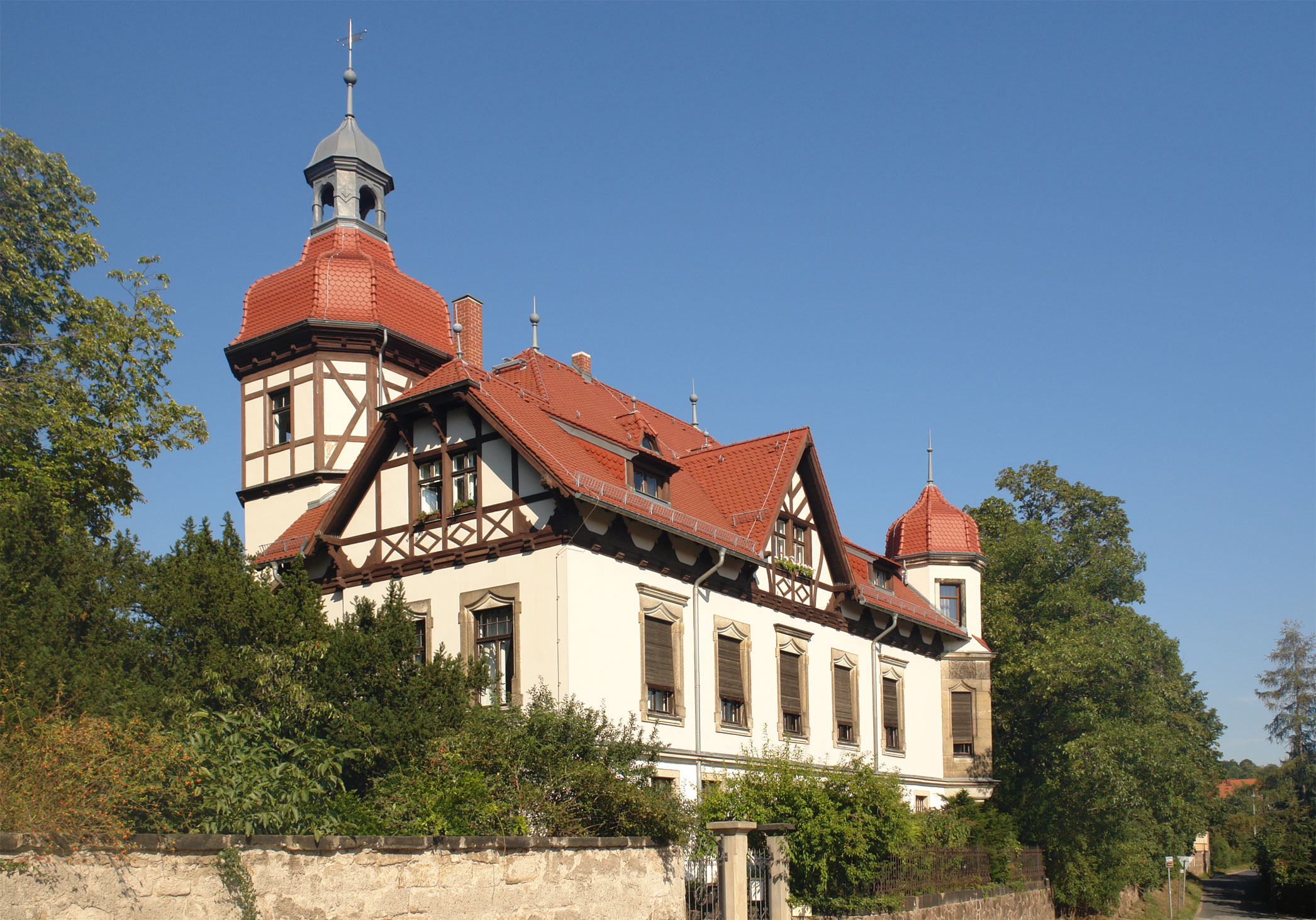
Die Krapenburg von Westen, Mittlere Bergstraße

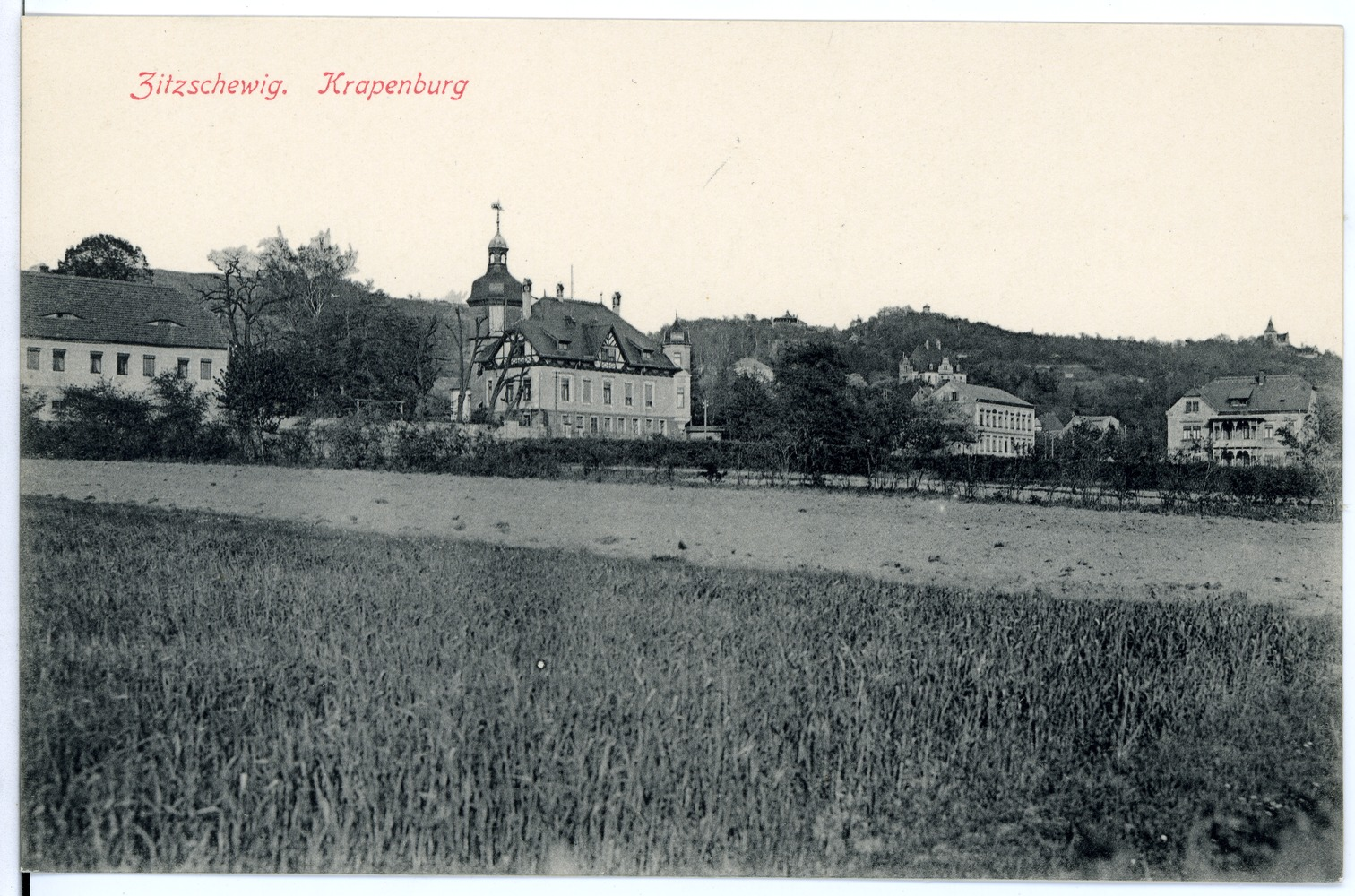
Die Krapenburg 1913 mit dem Winzerhaus (li.). Weiter rechts die Villa Dankbarkeit, darüber das Hohenhaus; oben rechts die Wettinshöhe

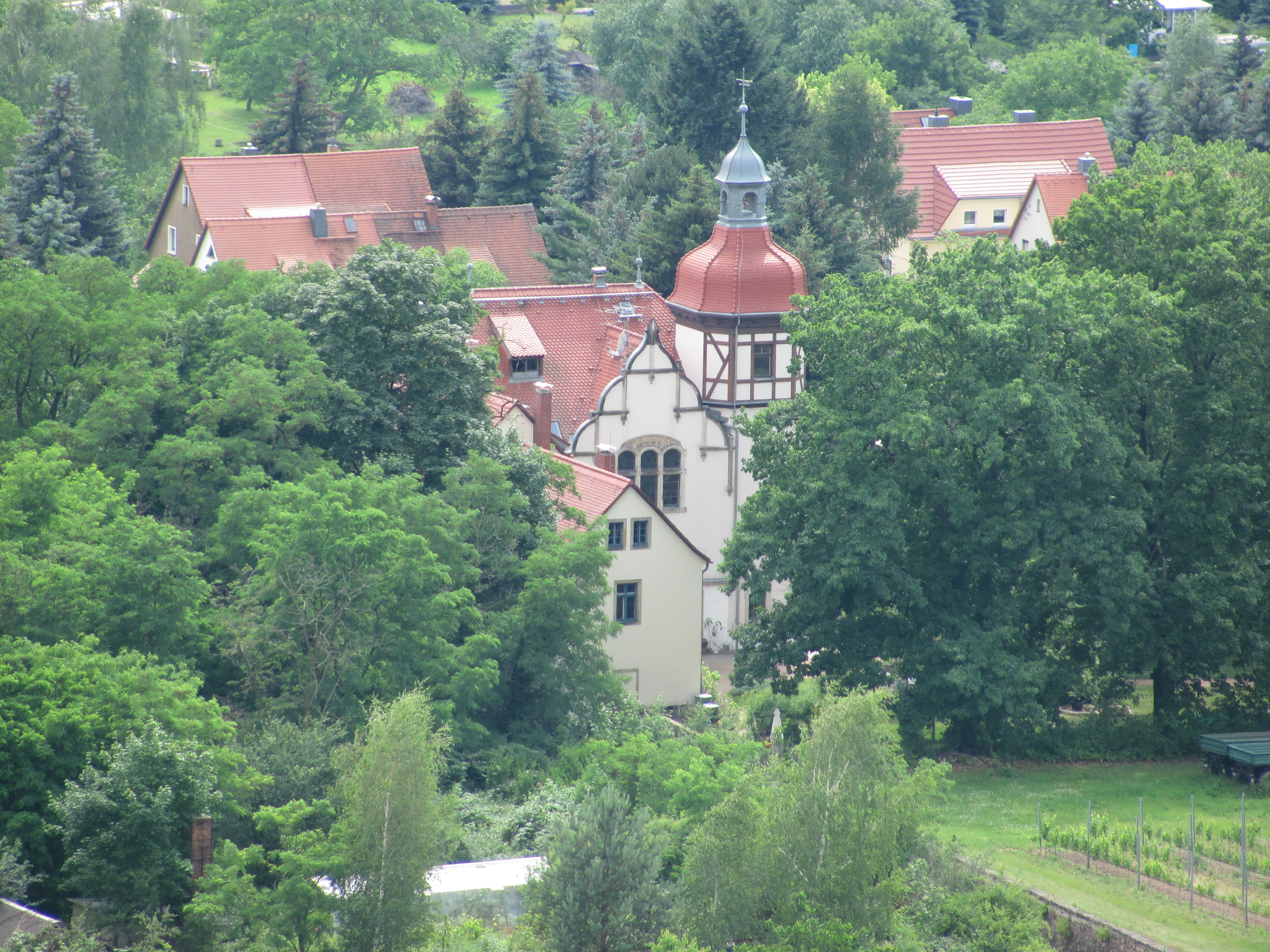
Rückseite der Krapenburg, von der Zechstein-Aussicht aus

## Beschreibung
Das Hauptgebäude mit nördlichem Anbau sowie das Winzerhaus, das nebenliegende Backhaus, der Park und die Einfriedung stehen unter Denkmalschutz.

### Herrenhaus
Die „großbürgerliche Villa“ im Stil deutscher Renaissance steht auf einem Eckgrundstück direkt an der Straße. Der zweigeschossige, „außerordentlich malerisch-bewegte[…] Bau“ mit Fachwerkdrempel und hohem, ziegelgedecktem Walmdach zeigt an der Straßenecke einen dreigeschossigen Eckerker mit einer achteckigen Haube sowie der Inschrift Krapenburg. In der links davon liegenden Hauptansicht zur Mittleren Bergstraße befindet sich mittig ein von unterschiedlichen Gauben umgebener Zwerchgiebel ebenfalls in Fachwerk, die sich links anschließende Schmalseite bildet ein Risalit mit Krüppelwalmgiebel. Das 1899 umgebaute Obergeschoss weist fünf Fenster auf, während das darunterliegende Erdgeschoss noch die acht ursprünglichen Fensterachsen zeigt, wie sie auch auf der Zeichnung der Reben-, Forst- und Obstbaumschule von Neubert zu sehen sind.
Rechts des Eckerkers am Krapenbergweg schließt sich ein sechsachsiger Gebäudeflügel an, das Dach mit Schleppgauben. Bergseitig schließt sich an diesen Flügel ein schlicht verputzter, niedrigerer Bau aus der ersten Hälfte des 19. Jahrhunderts mit vier Fensterachsen und Satteldach an, der nicht historistisch umgebaut wurde.
Die Hofseite des Gebäudes wird durch den hoch aufragenden, achteckigen Turm mit Fachwerkobergeschoss und Welscher Haube beherrscht. Neben diesem findet sich ein Staffelgiebel.
Die Materialvielfalt des historisierenden Gebäudes ergibt sich aus unterschiedlichen Putzstrukturen und der Farbigkeit in Verbindung mit Gesimsen, der Verwendung von Sandstein für die Fenstergewände, meist in Form von Vorhangblendbögen, und Verdachungen sowie von Holz für die Zierfachwerke. Bemerkenswert ist das bleiverglaste Fenster im Treppenhaus, das zum Hof zeigt. Im Inneren befindet sich unter anderem im Obergeschoss ein Saal, dessen Decke durch ein neogotisches Maßwerk verziert wird.

### Winzerhaus und Backhaus

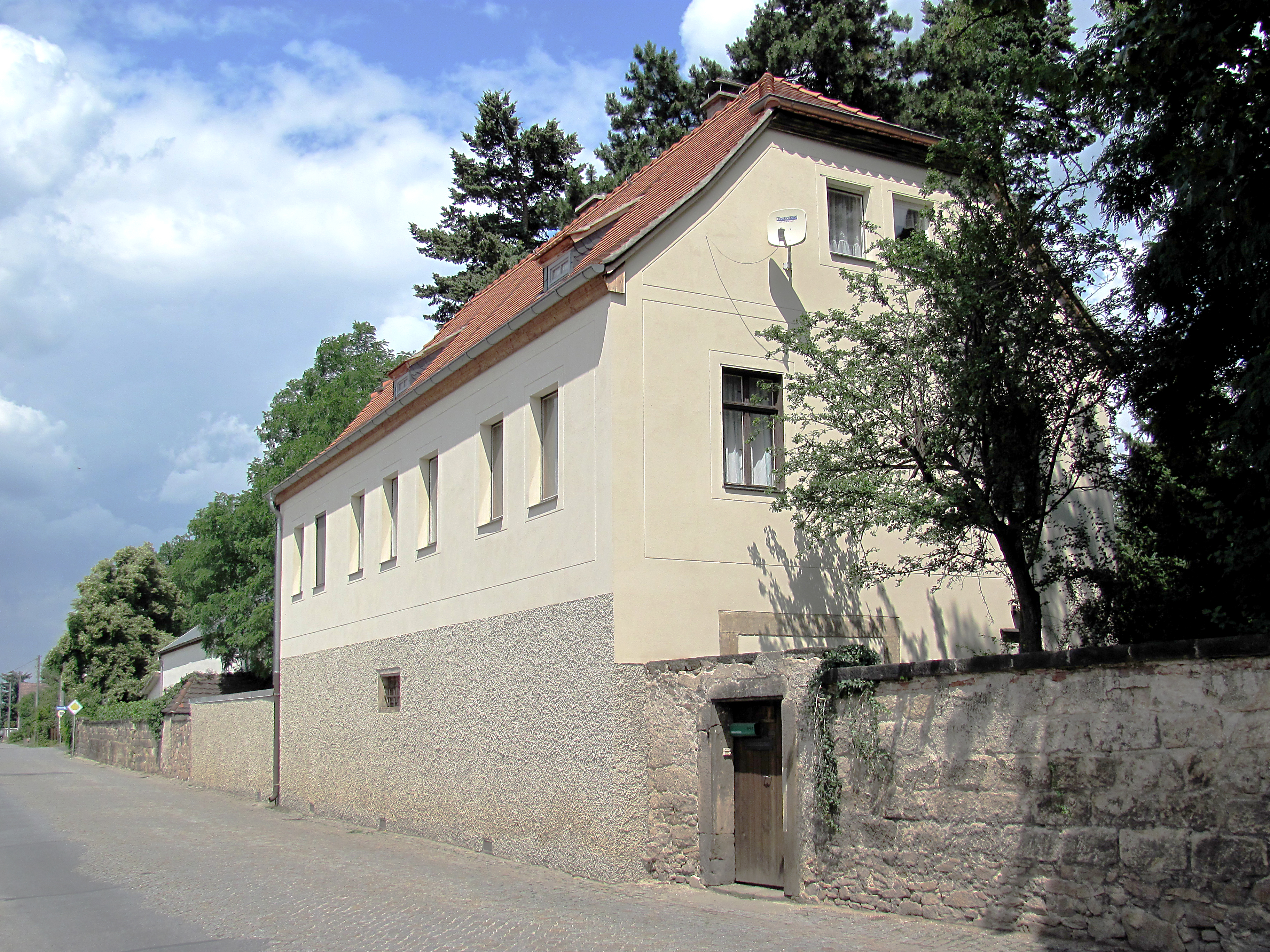
Winzerhaus/Presshaus der Krapenburg. Rechts hinter dem Baum ist das Wappen von Eckstädt zu sehen.

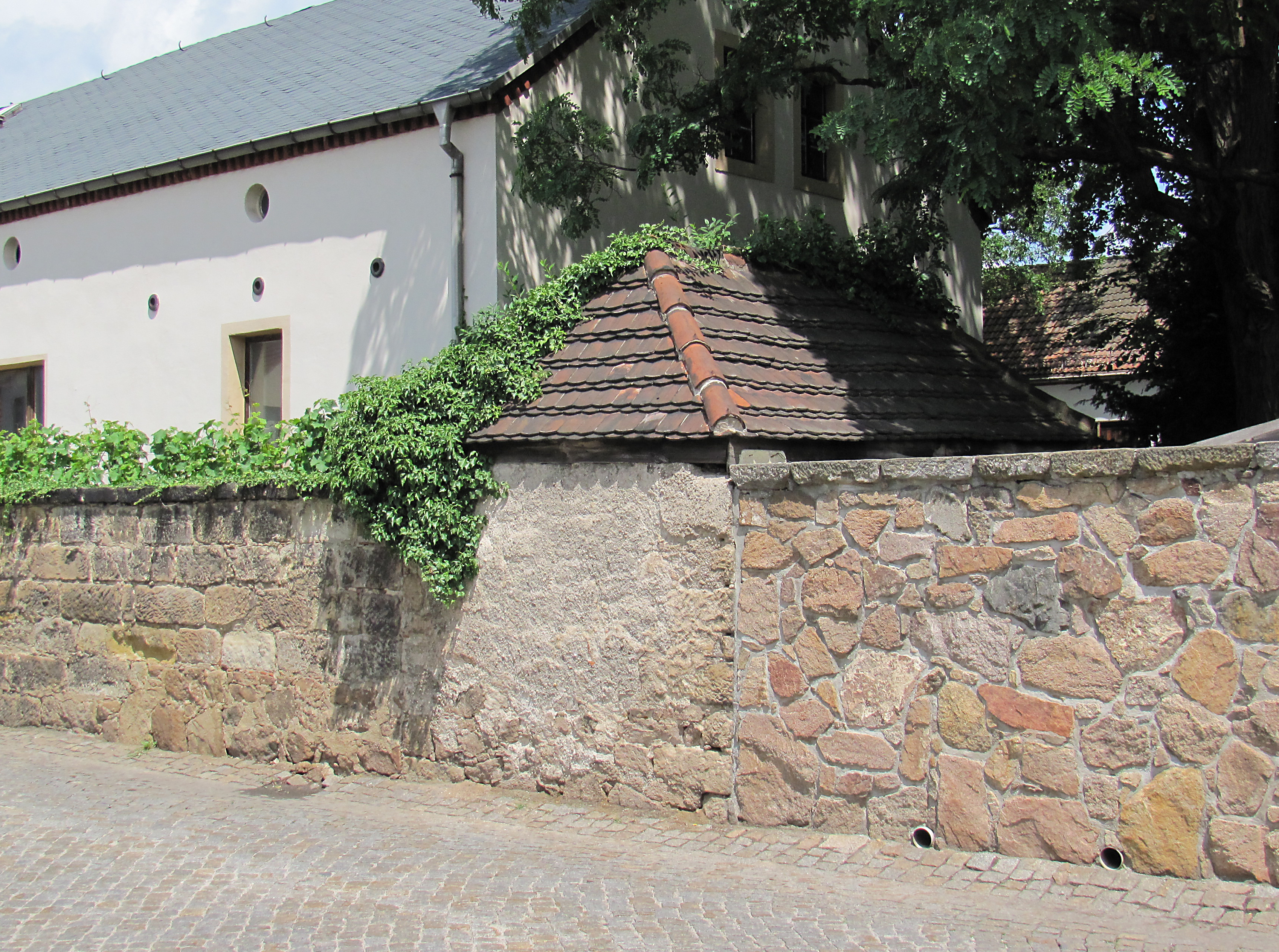
Mit der Einfriedung abschließend: Backhaus

Das Winzerhaus/Presshaus (51° 7′ 18,7″ N, 13° 36′ 11,5″ O) ist ein zweigeschossiger, traufständiger Bau mit einem ziegelgedeckten Krüppelwalmdach direkt in der Straßenflucht. Das zur Straße fensterlose Erdgeschoss beherbergte Pressräume, in die man ursprünglich durch Tore mit den Pferdewagen einfahren konnte, um die Weintrauben abzuliefern. Unter dem Erdgeschoss befinden sich zwei große tonnengewölbte Weinkeller, einer zur Abfüllung und einer zur Lagerung der Fässer, mit einer dazwischengelegenen Sandsteintreppe als Zugang von außen.
Im Obergeschoss sind sieben Fenster zu sehen. Auf der Hofseite befindet sich ein eingemauerter Schlussstein mit den Initialen CVVE für Christoph Vitzthum von Eckstädt, der das Weingut 1704 erwarb, nebst der Datierung auf 1710. Der Putzbau zeigt Reste einer einfachen Gliederung wohl vom Ende des 19. Jahrhunderts. Auf beiden Seiten des Winzerhauses schließen sich die Natursteinmauern der Einfriedung an, auf der rechten Seite mit einer eingelassenen, rechteckigen Pforte. Auf der untengezeigten Zeichnung der Reben-, Forst- und Obstbaumschule ist es das linke Gebäude.
An der Grundstücksmauer steht ein kleines Backhaus mit einem Walmdach.

### Park und Weinberg
Park und Weinberg der Krapenbergs sind etwa vier Hektar groß. Der im unteren Bereich gelegene, parkartige Garten am Haupthaus besteht aus altem Baumbestand mit einigen bemerkenswerten Bäumen (z. B. Tulpenbaum, Geweihbaum und Hängebuche); er gilt genau so wie die Talutanlage als Werk der Landschafts- und Gartengestaltung.

## Geschichte
Der Krapenberg wurde im Landsteuerregister von 1590 als Krap im Besitz des Dresdner Bürgers Asmus Müller (Christoph Müller) erwähnt. Spätere Namen waren Krapen, seit dem 17. Jahrhundert Krapenberg, zwischenzeitlich auch Liebenauischer Weinberg beziehungsweise ab 1704 Vitzthumscher Weinberg. Bereits um 1700 standen auf dem Gelände mehrere Gebäude, so auch ein Presshaus.
Im Jahre 1670 war Dorothea von Krahe im Besitz des Anwesens, 1699 dann die Familie Liebenau, 1704 erwarb der kursächsische Kammerherr Christoph Vitzthum von Eckstädt (1633–1711) das Weingut und errichtete um 1710 das Herrenhaus. Ihm folgte sein Sohn Friedrich I. Vitzthum von Eckstädt (1675–1726), Geheimer Rat, Kabinettsminister unter August dem Starken und ab 1711 Reichsgraf.
Seine heutige Ausdehnung erlangte das Anwesen durch den Zukauf benachbarter Bauernberge Anfang des 18. Jahrhunderts.
Im Jahr 1821 gehörte das Anwesen der Baronin von Gutschmidt. 1830 erhielt der Weinberg seinen heutigen Namen durch den Leutnant a. D. Georg Christian Fischer zurück, der dort sein Weingut betrieb.

Reben-, Forst- und Obstbaumschule von Neubert. Das Gebäude links ist das heute fast genauso aussehende Winzerhaus und mittig der Vorgängerbau des Herrenhauses. Rechts steht der Vorgängerbau der Villa Dankbarkeit, deren Weingut Neubert ebenfalls gehörte.

Der Leipziger Apotheker Ludwig August Neubert (Adler-Apotheke), dem später auch das dem Krap benachbarte Weingut Langenberg gehörte, ließ 1862 die Talutanlage auf dem Krapenberg zum Anbau von Tafeltrauben und kälteempfindlichen Edelobstsorten errichten, die heute als eine von wenigen in Europa noch fast vollständig erhalten ist und unter der Adresse Kynastweg 2 mit den zum Anwesen gehörenden Umfriedungsmauern ebenfalls denkmalgeschützt ist. Neubert, der in der Leipziger Gegend eine 1845 vom Innenministerium prämierte Rebschule besaß, hatte bereits im Herbst 1842 nahe Kötzschenbroda Weinland zum Anbau seltener Rebsorten wie Muscatschönedel, Krachtmost (Krachmost, Gutedel) und Schwarzer Champagner (wohl Frühburgunder) gepachtet. Die Talutanlage errichtete er nach einem verheerenden Hagelsturm im August 1861, der seine Leipziger Talutanlage vernichtete. Seine Leipziger Reben-, Forst- und Obstbaumschule verlegte er Ende der 1860er Jahre nach Zitzschewig in das bessere Lößnitzklima, da seine Leipziger Grünflächen durch den Ausbau der Leipziger Westvorstadt durch Carl Erdmann Heine umgewidmet wurden. Spätestens 1872 erwarb Neubert auch das östlich benachbarte Weingut Langenberg dazu. 1880 starb Neubert und seine Töchter betrieben das etwa vier Hektar große Familiengeschäft unter dem Namen des Vaters weiter.
Sein jetziges Aussehen erhielt die Krapenburg 1899 durch einen umfangreichen Umbau. Über einem Treppenhausfenster finden sich neben dieser Datierung die Initialen RA, die auf den seinerzeitigen Eigentümer, den aus Leipzig stammenden Weingutsbesitzer und Handelsgärtner Reinhold Ackermann, verweisen, der sich den Umbau des 1710 errichteten Herrenhauses von dem Dresdner Architekten Oscar Wend entwerfen ließ. Ackermann hatte in Spanien Weinbau und Weinhandel erlernt und war Pächter der Weinstube im Dresdner Schloss. Nach Ackermanns Tod führte seine unverheiratete Tochter das Gut weiter.
Die Krapenburg wurde im Zweiten Weltkrieg durch Artilleriebeschuss stark beschädigt und bis 1990 nicht restauriert.
Nachdem der Besitz 1957 verstaatlicht war, wurde dort zu Zeiten der DDR, ab 1958, vom Sortenamt beim Landwirtschaftsrat die Staatliche Rebenversuchsstation der DDR betrieben, die bis 2002 bestand. Heute wird der zugehörige Weinberg Krapenberg mit der Talutanlage unter dem Namen Rebenversuchsanstalt vom Staatsweingut auf Schloss Wackerbarth mit Spätburgunder bewirtschaftet.
Im Jahr 1944 wurde am oberen Teil des Krapenbergwegs durch das Stadtweingut Radebeul ein aus mehreren Bauernbergen gebildeter Weinberg östlich des ehemaligen Weinguts Kynast neu aufgerebt. Dieser im Volksmund ebenfalls Krapenberg, teilweise auch richtig Neuer Krapenberg, genannte Weinberg musste nach Frostschäden im Jahr 1987 gerodet werden, woraufhin er aus dem seinerzeitigen VEG(Z) Weinbau Radebeul ausgegliedert wurde. Seitdem wird er von den Zitzschewiger Steillagenwinzern bebaut.
Erst nach der Wende erfolgte eine mehrjährige Restaurierung der Krapenburg, die ab 1990 wieder einem Nachkommen Ackermanns gehörte.
2024 war das Areal im Besitz einer privaten Immobiliengesellschaft. Der Radebeuler Stadtrat hatte die Freigabe zum Umbau zu einer Wohnanlage erteilt. Im Hauptgebäude sollen drei Wohneinheiten und eine Gewerbeeinheit entstehen. Im Winzerhaus, einer Scheune, einer Remise sowie einem ehemaligen Wohn- und Produktionsgebäude soll ebenfalls je eine Wohneinheit eingerichtet werden. In Summe sollen acht Wohneinheiten entstehen.